# Monte Sant'Angelo
Monte Sant'Angelo é uma comuna italiana da região da Puglia, província de Foggia, com cerca de 13.865 habitantes. Estende-se por uma área de 242 km², tendo uma densidade populacional de 57 hab/km². Faz fronteira com Cagnano Varano, Carpino, Manfredonia, Mattinata, San Giovanni Rotondo, San Marco in Lamis, Vico del Gargano, Vieste.
Neste local encontra-se o Santuário do Monte de São Miguel Arcanjo, edificado em memória de uma famosa aparição do arcanjo São Miguel numa gruta situada no Monte Gargano.

## Demografia
| Variação demográfica do município entre 1861 e 2011                               |
|                                                                                   |
| Fonte: Istituto Nazionale di Statistica (ISTAT) - Elaboração gráfica da Wikipedia |